# Rio Cotegipe
Der Rio Cotegipe ist ein etwa 129 km langer Nebenfluss des Rio Iguaçu im Süden des brasilianischen Bundesstaats Paraná.

## Etymologie

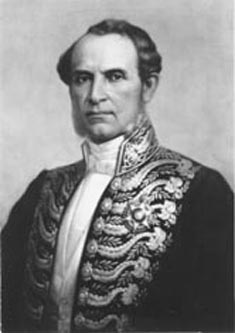
Barão de Cotegipe (Gemälde im Museu Histórico Nacional)

Der Name kommt aus dem Tupi. Er bedeutet Am Cutia-Fluss. Cote = Aguti (Nagetier), y = Fluss, pe = an, zu, in (Ortsangabe).
Der Rio Cotegipe erhielt den Namen des Barão de Cotegipe (Baron von Cotegipe), unter dem der hochrangige Politiker João Maurício Wanderley (1815–1889) im Jahr 1860 in den Adelsstand erhoben worden war. Cotegipe vertrat unter anderem die Interessen Brasiliens in den Verhandlungen zum Friedensvertrag zur Beendigung des Paraguay-Kriegs 1864–1870.
Das Gebiet zwischen Rio Iguacu und Rio Uruguay war zwischen Brasilien und Argentinien strittig. Diese ordneten die Namen der grenzbestimmenden Flüsse im Vertrag von Madrid 1750 unterschiedlich zu. Erst 1895 wurde die Palmas-Frage durch einen Schiedsspruch des US-amerikanischen Präsidenten Grover Cleveland zugunsten von Brasilien entschieden. Die brasilianische Regierung setzte anschließend eine Kommission zur Untersuchung des Gebiets ein. Diese gab den größeren bis dahin namenlosen Iguacu-Nebenflüssen die Namen bedeutender Persönlichkeiten aus Technik und Politik (Rios Ampére, Andrada, Benjamin Constant, Capanema, Floriano, Gonçalves Dias, Siemens oder Silva Jardim).

## Geografie

### Lage
Das Einzugsgebiet des Rio Cotegipe befindet sich auf dem Terceiro Planalto Paranaense (Dritte oder Guarapuava-Hochebene von Paraná).

### Verlauf
Sein Quellgebiet liegt im Munizip Francisco Beltrão auf 845 m Meereshöhe etwa 4 km südlich der Ortschaft Jacutinga in der Nähe der PR-182.
Der Fluss verläuft in nördlicher Richtung. Er fließt zwischen den Munizipien Realeza und Nova Prata do Iguaçu von links in den Rio Iguaçu. Er mündet auf 266 m Höhe. Die Entfernung zwischen Ursprung und Mündung beträgt 64 km. Er ist etwa 129 km lang.

### Munizipien im Einzugsgebiet
Am Rio Cotegipe liegen sieben Munizpien:
- Francisco Beltrão

links:
- Ampere
- Santa Izabel do Oeste
- Realeza

rechts:
- Nova Esperança do Sudoeste
- Salto do Lontra
- Nova Prata do Iguaçu

### Zuflüsse
Die wichtigsten der Nebenflüsse sind:
rechts:
- Rio Serrinho
- Rio Caveira
- Rio Quieto

links:
- Rio Ligação
- Rio Facão
- Côrrego Água do Santo Antônio
- Côrrego Bom Jesus
- Rio Jacutinga
- Rio Sarandi